# As Grandes Banhistas (Renoir)
As Grandes Banhistas (francês: Les Grandes Baigneuses) é uma pintura a óleo sobre tela da autoria do pintor impressionista francês Pierre-Auguste Renoir, realizada entre 1884 e 1887.

## Descrição
A pintura mostra uma cenas com cinco mulheres nuas a tomar banho. Em primeiro plano, encontram-se duas mulheres sentadas ao pé da água, cobertas parcialmente por tecidos de cores branco e amarelado. Junto delas encontra-se uma terceira mulher em pé dentro de água, que aparenta preparar-se para molhar uma das mulheres sentadas na margem. Esta mulher inclina-se para trás para evitar ser salpicada pela água. Todas elas estão com os cabelos lisos presos por fitas. Em segundo plano estão mais duas mulheres a tomar banho. Uma delas está em pé, prendendo os cabelos para cima, em um coque. A outra está abaixada e só é possível ver da cabeça aos ombros dela.
As figuras foram pintadas com uma qualidade escultural, enquanto a paisagem atrás delas é caracterizada pelas luz impressionista. Isso significa que as árvores e a vegetação que o artista reproduziu na pintura foram traçadas rapidamente, sem o mesmo detalhe que o pintor usou para retratar as mulheres. Com esta nova abordagem, a intenção de Renoir  era a reconciliação das formas modernas com a tradição artística dos séculos XVII e XVIII, em particular com as de Ingres e Rafael. Renoir também era admirador das obras de Rubens e Ticiano, e tentou juntar os dois estilos destes velhos mestres com o novo estilo impressionista.

## História
Desde o início, a obra do pintor foi influenciada ela elegância do rococó e pelo sensualismo. Anteriormente, ele havia sido decorador de porcelana, o que explica a delicadeza dos traços. Seu objetivo primeiro era realizar uma obra que fosse agradável fisicamente. Apesar da técnica impressionistas, Renoir nunca deixou de dar atenção à forma, embora ele tenha passado por um período de rebeldia, quando se voltou para uma pintura mais figurativa, evidente na série Banhistas.
Em 1881, Renoir passaria a buscar novas inspirações. Primeiro foi à Argélia, depois à Itália. Renoir conheceu os grandes centros artísticos Milão, Roma, Veneza, Nápoles. O que mais lhe impressionou na viagem foi ver de perto as obras de Rafael. A viagem foi uma inspiração para buscar mais consistência em sua obra, quando tentou se tornar um artista em grande estilo renascentista.
As figuras de suas obras se tornam mais imponentes e formais, abordando não rara as vezes temas da mitologia clássica. O contorno de seus personagens tornaram-se mais precisos, formas desenhadas com mais rigor e cores mais frias. Esse novo período em sua arte, ele chamou de período Ingres. Nesta nova fase não houve mais espaço para pintura ao ar livre.
O artista começaria a realizar estudos dos quais surgiria uma de suas grandes obras: As grandes banhistas que só ficou pronta em 1887.

É importante destacar que a obra em questão apresenta um padrão de beleza diferenciado do que temos hoje em dia, mas que já foi o padrão em vigência no momento no qual o pintor elaborou a obra. Os corpos das mulheres são compostos por membros avantajados, sobretudo os seios e as coxas. Com isso, Renoir destaca a sensualidade das mulheres sem que elas apareçam em um padrão inalcançável.